# 罗莎琳·图雷克
羅莎琳·圖雷克（英語：Rosalyn Tureck，1913年12月14日—2003年7月17日），又譯杜蕾克。猶太人，為美国钢琴家和羽管键琴演奏家。她被認為是20世紀最偉大的鋼琴家之一，也被譽為演奏巴赫樂曲的「最崇高的女祭司」。她主要研究並且演奏约翰·塞巴斯蒂安·巴赫的作品，同時，她亦演奏其他曲目，包括贝多芬、勃拉姆斯和肖邦等现代作曲家作品。她的演奏为大卫·戴门德创作第一号钢琴奏鸣曲带来了启发。

## 生平
圖雷克出生于伊利诺伊州芝加哥，是俄罗斯犹太移民Sameul Tureck和Monya Tureck的第三个女儿。一开始，钢琴教师Jan Chiapusso发现了她演奏巴赫的天赋，並為她進行两周一次的音乐课。她在图黎高中（Tuley High School）是文学家索尔·贝洛的同学和朋友。
圖雷克曾说：「我在门德尔松学校学到了扎实的技巧，很多是源于安东·鲁宾斯坦和他的学生，其中，索菲亚（Sophia Brilliant-Liven）是我的老师，但是在我9到13岁时，她从未赞扬过我的演奏」，但是，在图雷克13岁参加的一个钢琴比赛时（有8万名学生报名），索菲亚称赞了她的演奏，她说：「如果我在舞台外面听，我会认为这是鲁宾斯坦本人的演奏」，在这个比赛中，图雷克拿了第一名。
她继续与羽管键琴家加文·威廉姆森学习，并入学了茱莉亚學院。
她跟羽管键琴家旺达·兰多芙丝卡学习在羽管键琴上弹奏巴赫键盘乐曲，在1970年，她得以在波士顿演出。
CDC与钢琴家古尔德采访时，古尔德说唯有圖雷克影响了他。
在1986年的3月18日，她被受邀到時任美國總統隆納·雷根的國宴上演奏。
2000年至2001年間，圖雷克居住在西班牙的埃斯特波納，每天進行教學與練習，在那裡度過了一年的退休生活，她在2003年于纽约去世。

## 特點與評價
圖雷克以她彈奏巴哈樂曲的控制力和表達巴哈音樂對位結構的能力而聞名。她的彈奏特色充滿構建之美的精準與平衡、堅實與克制，她會清晰地將各個聲部彈奏出來，並能夠在細膩的對位結構中隱約展現微妙的情感波動，卻不讓情感過度外露。她能彈各種不同的速度，但她通常彈奏的速度相較於其他擅長彈奏巴哈的鋼琴家還要來慢，這不僅是技術上的選擇，更是對巴哈作品結構的深入理解。她以其精確、學術性和深入的音樂分析著稱，特別重視音樂中的結構和聲部之間的對話。她注重清晰度，避免情感過度外露的演奏方式，她的風格被視為嚴謹、知性，且忠於作品的原始結構和情感深度。這種方式深受學術界和古典音樂愛好者的推崇，因此她被譽為演奏巴哈樂曲的「最崇高的女祭司」。

## 作品節選

### 著作
她的著作《巴赫演奏指南》曾被中央音乐学院副教授盛原翻译成中文版。

### 商業錄音
- (CD). 20世紀偉大鋼琴家（英语：Great Pianists of the 20th Century） 93. Philips Classics. 1998. 456 976-2.
- (CD). 20世紀偉大鋼琴家 94. Philips Classics. 1999. 456 979-2.